# 6377 Cagney
6377 Cagney è un asteroide della fascia principale. Scoperto nel 1987, presenta un'orbita caratterizzata da un semiasse maggiore pari a 2,6209823 UA e da un'eccentricità di 0,1592115, inclinata di 15,45225° rispetto all'eclittica.